# Acanthogonatus minimus
Espèce
Acanthogonatus minimus est une espèce d'araignées mygalomorphes de la famille des Pycnothelidae.

## Distribution
Cette espèce est endémique de l'État de Rio de Janeiro au Brésil,. Elle se rencontre vers Nova Iguaçu.

## Description
Le mâle holotype mesure 4,22 mm et la femelle paratype 5,40 mm, les mâles mesurent de 4,22 à 4,40 mm et les femelles de 4,00 à 5,40 mm.

## Étymologie
Son nom d'espèce lui a été donné en référence à sa petite taille.

## Publication originale
- Indicatti, Folly-Ramos, Vargas, Lucas & Brescovit, 2015 : Two new tiny Nemesiidae species from Reserva Biológica do Tinguá, Rio de Janeiro, Brazil (Araneae: Mygalomorphae). Zoologia (Curitiba) vol. 32, no 2, p. 123-138 (texte intégral).